# Teodor Mycielski
Teodor Kazimierz Maciej Mycielski herbu Dołęga (ur. 4 marca  1804 w Chocieszewicach -  zm. 5 czerwca  1874 tamże) – hrabia pruski od 1822, podporucznik szwadronu poznańskiego oraz 2. pułku ułanów, adiutant gen. Ludwika Kickiego.

## Życiorys
Najmłodszy syn Michała Ignacego Ksawerego Mycielskiego (1760-1815). Podporucznik szwadronu poznańskiego wojsk polskich.
Powstaniec listopadowy, 17 marca 1831 odznaczony krzyżem złotym Virtuti Militari. Później poseł do sejmu stanowego w zaborze pruskim, od 1849 dożywotni członek Pruskiej Izby Panów.
Był dziedzicem majątków Chocieszewice, Siedmiorogów, Zalesie, Zimnawoda. Założył też folwark Anielin.
Z pierwszego małżeństwa z Anielą Mielżyńską (zm. 1843) miał trzech synów Ludwika, Nepomucena (1837-1890), Ignacego. Z drugiego małżeństwa z Ludwiką Bisping  zawartego w 1846 miał czterech synów: Teodora (1847-1848), Alfreda Piotra (1849-1918), Zygmunta (1851-1892) i Stefana Kazimierza Eugeniusza oraz córkę Anielę (1848-1915), żonę Józefa Bnińskiego herbu Łodzia.